# Свечане
Свечане (словен. Svečane) је насељено место у општини Шентиљ, Подравска регија, Словенија.

## Историја
До територијалне реорганизације у Словенији биле су у саставу старе општине Песница.

## Становништво
У попису становништва из 2011. године, Свечане су имале 211 становника.
| Број становника према пописима | Број становника према пописима | Број становника према пописима |
| ------------------------------ | ------------------------------ | ------------------------------ |
| 1991                           | 2002                           | 2011                           |
| 179                            | 203                            | 211                            |